# Abbaye Sainte-Marie du Désert
L’abbaye Sainte-Marie du Désert est un monastère de moines cisterciens-trappistes sis sur la commune de Bellegarde-Sainte-Marie, dans la Haute-Garonne (France). Fondée en 1852, l'abbaye perdure jusqu'en 2020.
Le 4 octobre 2020 les moines, trop peu nombreux et trop âgés, décident de partir, en transmettant l'abbaye à une association, le Village de François, qui accueille des personnes handicapées, des personnes de la rue et des personnes âgées autour d'un projet de vie commune, d'économie circulaire et de simplicité volontaire.

## Histoire

### L'ermitage
D'après une tradition orale, vers 1099, Marie Desclassan, jeune fille noble, se retire dans le vallon de l'Herm pour y vivre une vie érémitique à la suite de la mort de son père et ses deux oncles qui accompagnaient le baron de Caubiac à la première croisade. Elle meurt en 1117, et son tombeau devient un lieu de pèlerinage sous le nom de Sainte-Marie-de-l'Herm. La chapelle construite sur le lieu, épargnée par la guerre de Cent Ans, est détruite à la Révolution française.
Dès avril 1819 l’abbé Lasserre, curé d’un village voisin, entreprend la reconstruction de la chapelle, rapidement érigée sous le vocable de Sainte-Marie-du-Désert. Les pèlerinages y reprennent et en septembre 1849, l'abbé d'Avignon, un prédicateur de passage, propose l’implantation d’une communauté contemplative sur le lieu. Ce projet est rendu possible grâce au don d'une métairie, de matériel agricole et de 22 hectares de terrain par Marie-Joséphine Guyon.

### L'abbaye
Le clergé local reprend la suggestion et obtient l’accord de son archevêque, le cardinal d’Astros. Le 21 décembre 1852, l’abbaye Notre-Dame d’Aiguebelle y délègue le père Bernard Raymond avec un moine de chœur et quatre frères convers pour fonder l’abbaye du Désert. L’année suivante, trois moines supplémentaires viennent renforcer la petite communauté et, le 13 juillet, le père abbé d’Aiguebelle procède à la bénédiction solennelle de la nouvelle abbaye. Le prieuré est érigé en abbaye en 1861.
Au tournant du XXe siècle, l'abbaye est spirituellement florissante et fonde deux abbayes-filles dans le nord de l'Espagne : en 1891, l'abbaye San Isidro de Dueñas (es),dans la province de Palencia, et en 1903, l'abbaye de Viaceli (es) dans la région de Cantabrie. Outre les activités religieuses liées à une abbaye implantée sur un lieu de pèlerinage, le magasin de l'abbaye assure la vente directe des produits de l'abbaye, essentiellement alimentaires et cosmétiques.

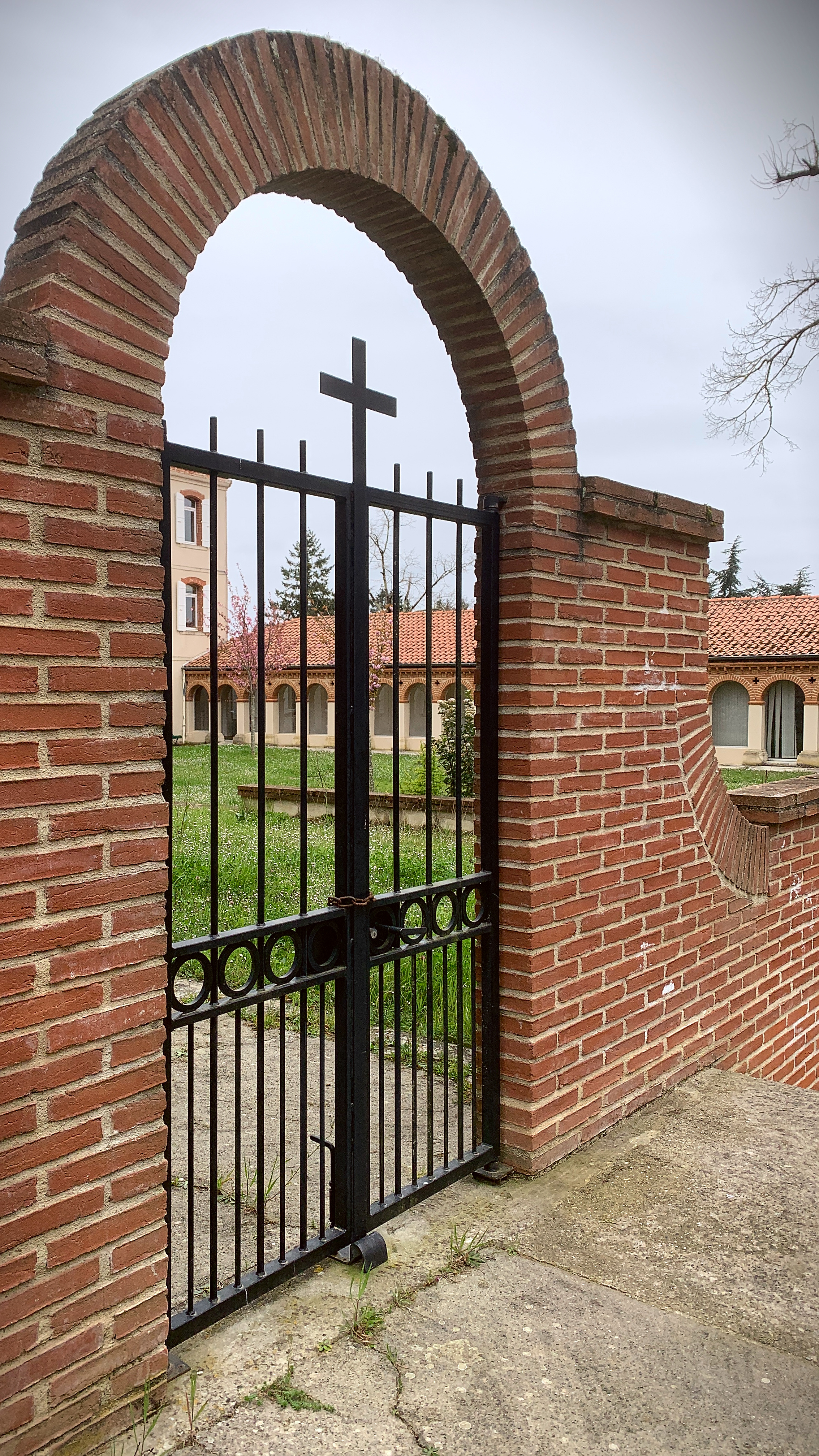
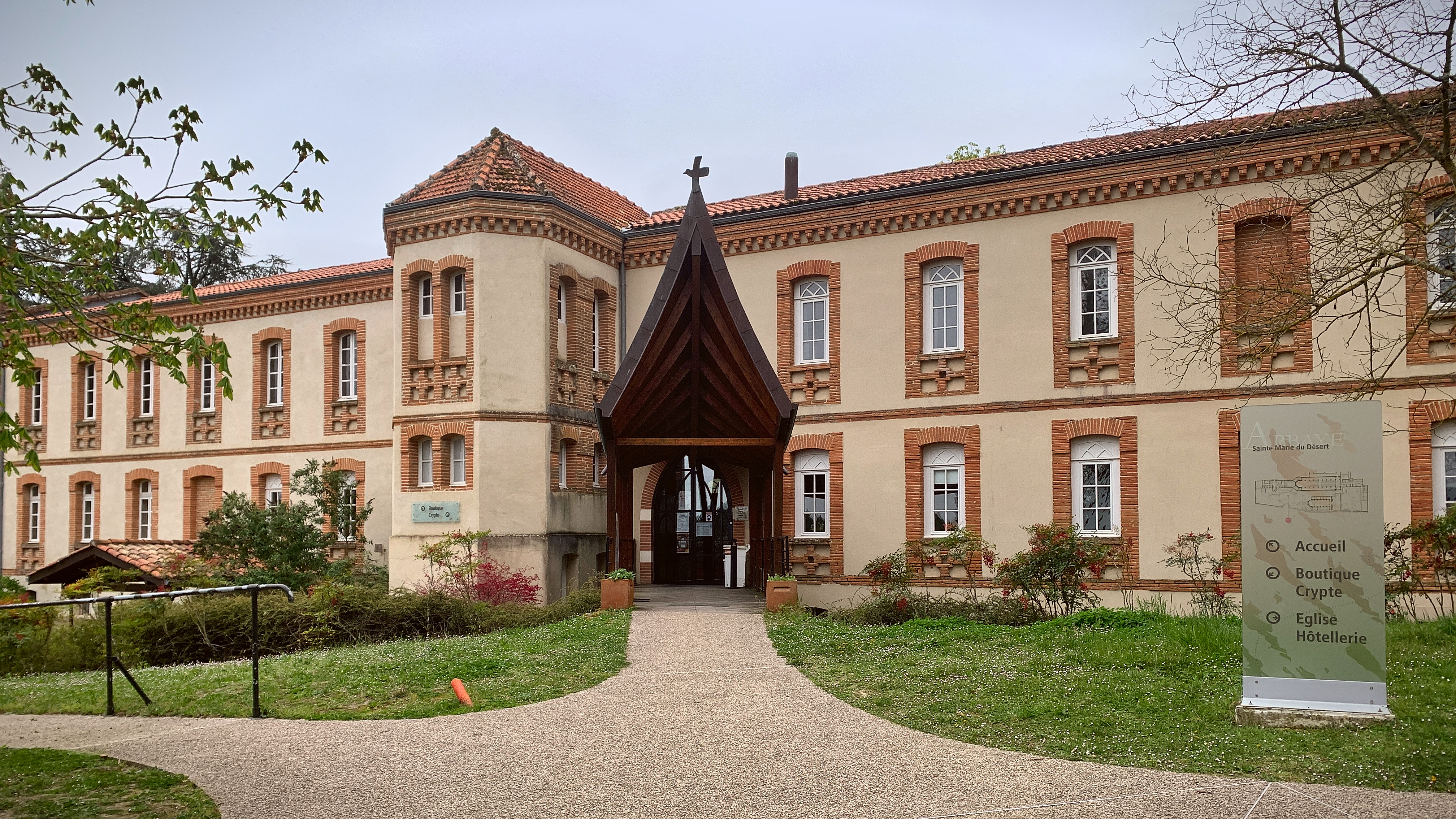
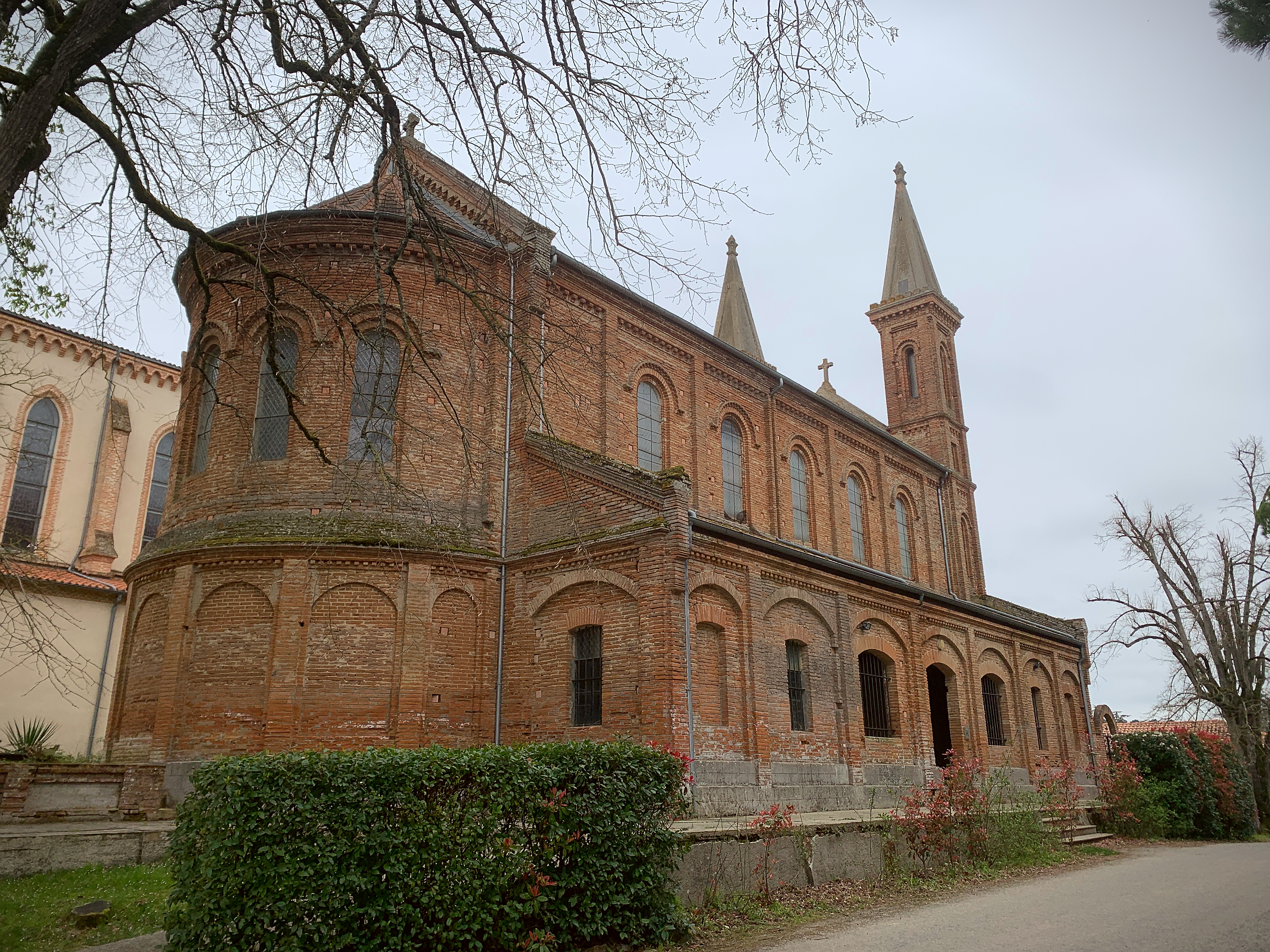
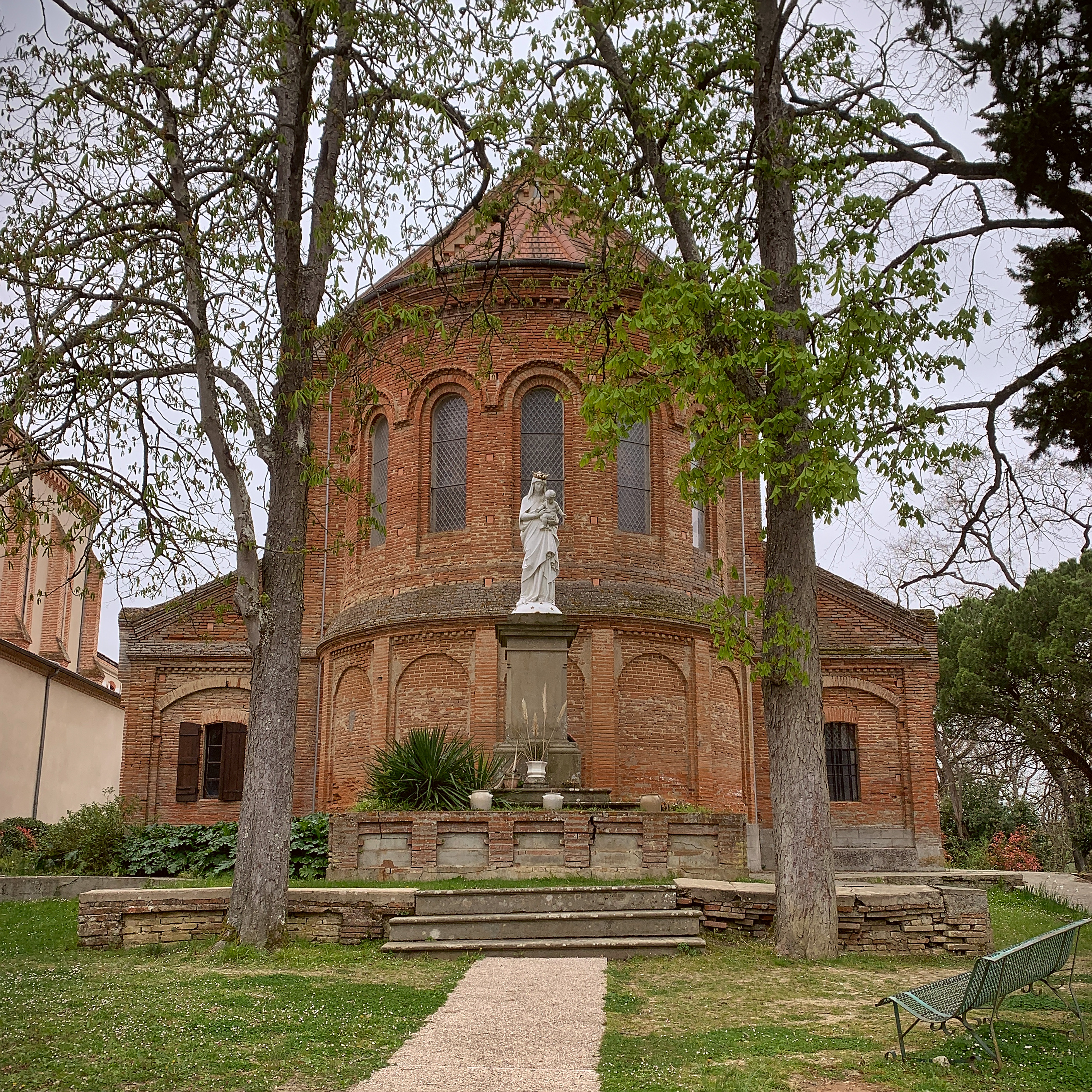

## Départ des moines et Village de François
En 2020, la communauté trappiste ne compte plus que huit moines âgés. Ceux-ci cherchent à quitter le lieu, mais en lui conservant sa vocation spirituelle et évangélique. Des promoteurs immobiliers cherchent à transformer l'abbaye en hôtel de luxe, ce que refusent les moines.
De son côté, Étienne Villemain, cofondateur de l'Association pour l'amitié ainsi que de l'Association Lazare, souhaite créer un lieu de mixité où les personnes atteintes d'un handicap puissent rencontrer et travailler avec des personnes de la rue. Le projet prend forme sous le nom de Village de François, en référence à François d'Assise, et il séduit les moines qui y voient une continuité de leur propre vocation, ainsi qu'un projet concordant avec la vision de l'Église, notamment en matière d'attention aux pauvres et en matière de vie en communauté. La passation a lieu le 4 octobre 2020. Le village de François accueille par la suite une vingtaine de personnes âgées souhaitant faire partie du projet en y installant un béguinage,.
Largement inspirée de l'encyclique Laudato si' du pape François, la nouvelle communauté met en place des structures favorisant un projet écologique : jardin maraîcher en permaculture, élevage biologique de poules pondeuses, poursuite de l'apiculture pratiquée par les moines, conversion des terres environnantes en agriculture biologique. La dimension spirituelle du lieu est poursuivie, l'abbatiale devenant église paroissiale desservie par un prêtre diocésain à la retraite, avec l'accord de l'archevêque de Toulouse, Robert Le Gall. Toutefois cette dimension n’est nullement imposée et le lieu se veut ouvert à toute personne intéressée quelles que soient ses croyances. Afin d'éviter des abus ou déviances futures, l'équipe de direction met en place un système d'audit régulier.

## Liste des abbés
À partir de 1852, Sainte Marie du Désert fut gouvernée par deux supérieurs, Bernard Raymond (1852-1853) et Marcel Blachère (1853-1861), avant d'être érigée en abbaye le 15 février 1861. Voici la liste des dix abbés qui se succédèrent alors à sa tête :
- 1861-1867 : Marie Daverat
- 1867-1881 : Étienne Salasc
- 1881-1911 : Candide Albalat y Puigcerver
- 1911-1936 : André Malet
- 1936-1948 : Marie Vilanove
- 1948-1964 : Jean de la Croix Przyluski
- 1964-1966 : Adolphe Linet
- 1966-1985 : Alexandre Decabooter
- 1986-2013 : Jean-Marie Couvreur
- 2013-2020 : Pierre-André Burton[11]

## Architecture
L'abbaye est inscrit au titre des monuments historiques par arrêté du 23 novembre 2022 : église abbatiale, chapelle de pèlerinage, chapelle des Malades (actuellement chapelle du père Marie-Joseph Cassant), les bâtiments de l’abbaye à l’exception du réfectoire construit en 2003 et du porche d’entrée, la salle capitulaire, le sol du cloître ayant servi de cimetière aux religieux.